# Ернст I фон Шьонбург-Валденбург
Ернст I фон Шьонбург-Валденбург (на немски: Ernst I zu Schoenburg-Waldenburg; * 1456; † 29 януари 1488) е господар на Шьонбург-Валденбург-Хартенщайн-Лихтенщайн и Глаухау (1480 – 1488).

## Живот
Той е единственото дете на Фридрих XV фон Шьонбург-Глаухау († 1480) и съпругата му Елизабет фон Гутенщайн († 1507), вдовица на Вилхелм II фон Илебург († пр. 1489), дъщеря на граф Буриан фон Гутенщайн († 1489) и Зигуна (Сидония) фон Ортенберг/Ортенбург, дъщеря на граф Хайнрих V фон Ортенбург († 1449).
Ернст I се жени на 4 май 1478 г. за графиня Анна фон Ринек (* 29 септември 1461, дворец Ринек; † 13 декември 1525), дъщеря на граф Филип II фон Ринек († 1497) и втората му съпруга Анна фон Вертхайм-Бройберг († 1497).
Ернст I и синът му Ернст II развиват миньорството.
До днес съществуват клоновете Шьонбург-Валденбург, Шьонбург-Хартенщайн като Шьонбург-Глаухау.
- Замък Шьонбург на Заале до Наумбург
- Дворец Валденбург (Саксония)

## Деца
Ернст I и Анна фон Ринек имат децата:
- Вилхелм († 1511)
- Венцел († 1511)
- Анна (* 1479; † 28 май 1533), сгодена на 17 август 1496 г., омъжена пр. 25 септември 1497 г. за граф Антониус I фон Шауенбург-Холщайн-Пинеберг (* 1474; † 22 декември 1526), син на граф Ото II фон Холщайн-Шауенбург († 1464) и Елизабет фон Хонщайн († 1474)
- Волф I (* 1482; † 1529), фрайхер на Шьонбург-Валденбург[4]
- Елизабет (* 1484; † 1529), омъжена за Хиронимус Шлик цу Басано-Вайскирхен-Егер (* 1494; † 1550)
- Ернст II (* 1486; † 12 септември 1534), фрайхер на Шьонбург-Валденбург, женен за бургграфиня Амалия фон Лайзниг (* 22 юли 1508; † 22 февруари 1569), дъщеря на бургграф Хуго фон Лайзниг († 1538) и Доротея фон Ландсберг († 1532)[5]
- Маргарета (* 1487; † 1 май 1535), омъжена за граф Филип фон Глайхен-Тона († 1549)